# Legionella santicrucis
Espèce
Legionella santicrucis est une espèce de bactéries gram-négatives de la famille des Legionellaceae.

## Description
Les bactéries de l'espèce Legionella santicrucis sont des bacilles gram-négatifs dont la croissance est possible sur milieu BCYE supplémenté en L-cystéine

## Taxonomie
Le nom correct complet (avec auteur) de ce taxon est Legionella santicrucis Brenner et al. 1985.

### Étymologie
L'étymologie de l'épithète spécifique de L. santicrucisest basée sur le lieu d'isolement de sa souche type : san.ti.cru.cis. N.L. gen. fem. n. santicrucis, de Santa Crux,nommé d'après Santa Crux, le nom latin (sic) de St. Croix, Virgin Islands.